# لورا فولک
لورا فولک (انگلیسی: Laura Folch؛ زادهٔ ۲۱ آوریل ۱۹۹۰) بازیکن فوتبال اهل اسپانیا است.